# Associazione Sportiva Pescara 1962-1963
Questa voce raccoglie le informazioni riguardanti l'Associazione Sportiva Pescara nelle competizioni ufficiali della stagione 1962-1963.

## Rosa
| N. |                   | Ruolo | Calciatore          |
| -- | ----------------- | ----- | ------------------- |
|    | Italia (bandiera) | A     | Giuseppe Barone     |
|    | Italia (bandiera) |       | Bonanni             |
|    | Italia (bandiera) | A     | Pietro Capuano      |
|    | Italia (bandiera) | P     | Ermanno Carabba     |
|    | Italia (bandiera) | C     | Fernando Cerri      |
|    | Italia (bandiera) | C     | Giacomo Conio       |
|    | Italia (bandiera) | P     | Gino Di Censo       |
|    | Italia (bandiera) | C     | Giuseppe Fabris     |
|    | Italia (bandiera) | D     | Nicola Lo Buono     |
|    | Italia (bandiera) | D     | Vincenzo Magni      |
|    | Italia (bandiera) | A     | Giancarlo Matteucci |

| N. |                   | Ruolo | Calciatore          |
| -- | ----------------- | ----- | ------------------- |
|    | Italia (bandiera) | A     | Enrico Minto        |
|    | Italia (bandiera) | D     | Luciano Nobili      |
|    | Italia (bandiera) | C     | Attilio Pieri       |
|    | Italia (bandiera) | D     | Giovanni Pietranico |
|    | Italia (bandiera) | C     | Nicola Raccuglia    |
|    | Italia (bandiera) | C     | Giuseppe Romoli     |
|    | Italia (bandiera) | C     | Dario Stolfa        |
|    | Italia (bandiera) | A     | Vitaliano Temellin  |
|    | Italia (bandiera) | C     | Claudio Tobia       |
|    | Italia (bandiera) |       | Villa               |
|    | Italia (bandiera) | A     | Aristide Zucchinali |